# Semiothisa disceptata
Semiothisa disceptata là một loài bướm đêm trong họ Geometridae.